# Термінал ЗПГ Хадера
Термінал ЗПГ Хадера –  ізраїльський інфраструктурний об’єкт для прийому зрідженого природного газу (ЗПГ).
У другій половині 2000-х Ізраїль розпочав імпорт єгипетського природного газу (трубопровід Ель-Аріш – Ашкелон). Втім, вже через кілька років Єгипет сам зустрівся із дефіцитом блакитного палива, що вкрай негативно вплинуло на експортні поставки. За таких обставин у Ізраїлі вирішили звернутись до імпорту природного газу в зрідженому вигляді, причому зробили вибір на користь плавучого регазифікаційного терміналу, що потребувало менше часу на створення у порівнянні зі стаціонарним об’єктом.
В межах проекту поблизу порта Хадера змонтували спеціальний швартовочно-розвантажувальний комплекс. Його ключовий елемент – Submerged Turret Loading (STL) – доправили з США, де він до того використовувався у Мексиканській затоці на терміналі Gulf Gateway Deepwater Port, та закріпили на дні в районі з глибиною моря 75 метрів за допомогою 8 паль. Перемичка завдовжки 8 км із діаметром 500 мм сполучила STL із Офшорним газопроводом (один з головних елементів газотранспортної системи Ізарїлю).
Плавучу установку для терміналу надавала у фрахт у американська компанія Excelerate Energy. Спершу у 2013 – 2014 та 2016 – 2017 роках тут працювала установка «Excellence», тоді як у 2015-му задіяли «Expedient». Починаючи з 2018-го в Хадері розмістили установку «Excelsior».
З плином часу унаслідок нарощування видобутку на ізраїльських офшорних газових родовищах (Тамар, Левіафан) потреба у імпорті ЗПГ зменшилась. В жовтні 2021-го прийняли останню партію зрідженого газу, а у грудні 2022-го по завершенні контракту з Excelerate Energy установка «Excelsior» полишила Хадеру.